# دهستان باقرآباد (جعفرآباد)
دهستان باقرآباد، یکی از دهستان‌های بخش مرکزی شهرستان جعفرآباد در استان قم ایران است.

## جمعیت
جمعیت دهستان باقرآباد براساس سرشماری عمومی نفوس و مسکن در سال ۱۳۹۵ برابر با ۳،۲۷۱ نفر بوده‌است.